# Josef Uhlíř
Josef Uhlíř (2. září 1822 Hořice – 9. prosince 1904, Praha) byl český středoškolský profesor a básník. Vyučoval na gymnáziích v Jičíně a Praze; od roku 1874 do důchodu řídil české vyšší gymnázium v Jindřišské ulici. Příležitostně publikoval básně.

## Život
Narodil se 2. září 1822 v Hořicích, kde jeho otec, obchodník z Nechanic a Dašic, v té době pobýval s rodinou. Zásluhou kněží Jana a Josefa Müllera byl dán na studia do Jičína, kde v té době vyučovali obrozenci Simeon Karel Macháček a Karel Bayer. Po maturitě absolvoval filosofická studia v Praze, po nichž nastoupil na právnickou fakultu, kde strávil dva roky. Více než práva ho ale lákalo učitelské povolání. V roce 1848 se stal auskultantem na akademickém gymnáziu, jeho učitelem byl Václav Kliment Klicpera. Téhož roku také během revoluce vstoupil do studentské legie.
Roku 1849 složil potřebné zkoušky (na univerzitě mu přednášel František Ladislav Čelakovský) a roku 1850 přijal místo profesora na gymnáziu v Jičíně. Působil tam deset let a z té doby pochází většina jeho básnických prací.
Roku 1860 se stal profesorem na německém gymnáziu na Malé Straně. Poté, co z tohoto ústavu odešla většina českých profesorů, přestoupil v roce 1873 na akademické gymnázium. O rok později byl jmenován ředitelem nově zřízeného reálného gymnázia (České vyšší gymnázium novoměstské) v Jindřišské ulici. Tam pak působil až do odchodu do důchodu.
Zemřel 9. prosince 1904, pohřben byl na Olšanech.

### Rodinný život
S manželkou Annou, rozenou Königovou (1834–1912) měl čtyři syny.

## Dílo
Hlavní zásluhy Josefa Uhlíře jsou v pedagogické oblasti. Jako profesor i ředitel byl respektovaný a oblíbený u kolegů i studentů.
První básně publikoval roku 1844 ve Včele, další napsal během jičínského pobytu v letech 1850-60. Navazoval na Čelakovského a Jablonského. Byly to převážně lyrické verše s erotickými motivy. Roku 1856 poslal Karlu Jaromíru Erbenovi svůj básnický příspěvek do sborníku na počest stříbrné svatby císaře Ferdinanda Dobrotivého a Marie Anny; Erben jeho práci pochválil, do souboru ji ale nezařadil z politických důvodů.
Roku 1858 vydal Uhlíř sbírku Básně. Setkala se s příznivým ohlasem kritiky, na dlouhou dobu ale byla poslední.
Přispěl rovněž odbornými články do výroční zprávy jičínského gymnázia – Čím vyniká za našich dnů literatura česká a které jsou její nedostatky a Esthetický rozbor básní Boleslava Jablonského.
Po odchodu do Prahy svou literární tvorbu podstatně omezil, od té doby psal jen příležitostně. Knižně vyšly ještě:
- Kniha veršovaných přání (1885), s jemným humorem[3]
- V pobělohorském ovzduší (1898), čtyři básně
- Obrazy z dějin českých (1899), epické básně

Svému předčasně zemřelému příteli Josefu Dastichovi věnoval básnický nekrolog ve Světozoru.
Vydal také metrický překlad Ovidia.